# Jean Rollin (compositeur)
Ne doit pas être confondu avec Jean Rollin.
Jean Rollin, né le 3 août 1906 à Paris et mort le 30 août 1977 à Bayeux, est un compositeur français.

## Biographie
Il fait ses études musicales au Conservatoire de Paris auprès de Noël Gallon pour la composition et en parallèle fait ses études de musicologie auprès de Pirro et Masson.

## Œuvres
Parmi ses nombreuses œuvres, il compose de la musique de chambre et des mélodies ainsi que les œuvres suivantes :

### Musique concertante
- Concerto pour piano et cordes (1947)
- Concerto pour violon (1950)
- Concerto pour contrebasse (1951)

### Musique orchestrale
- Symphonie no 1 (1953)
- Symphonie no 2 (1958)

### Opéra
- Gringoué (1965)